# IC 5053
IC 5053 је спирална галаксија у сазвјежђу Паун која се налази на листи објеката дубоког неба у Индекс каталогу.
Деклинација објекта је - 71° 8' 30" а ректасцензија 20h 53m 36,0s. Привидна величина (магнитуда) објекта IC 5053 износи 12,8 а фотографска магнитуда 13,7. IC 5053 је још познат и под ознакама ESO 74-18, AM 2048-711, IRAS 20485-7119, PGC 65662.